# Цибулівська сільська рада (Тростянецький район)
| Цибулівська сільська рада — колишній орган місцевого самоврядування у Тростянецькому районі Вінницької області з адміністративним центром у с. Цибулівка. Сільській раді підпорядковані населені пункти: - с. Цибулівка |

## Склад ради
Рада складається з 16 депутатів та голови.

## Керівний склад сільської ради
| ПІБ                         | Основні відомості                                                         | Дата обрання | Дата звільнення |
| --------------------------- | ------------------------------------------------------------------------- | ------------ | --------------- |
| Десяк Тетяна Іванівна       | Сільський голова, 1953 року народження, освіта, член народної партії      | 26.03.2006   | 31.10.2010      |
| Гайдей Олександр Васильович | Сільський голова, 1968 року народження, освіта вища, член Партії регіонів | 31.10.2010   |                 |

Примітка: таблиця складена за даними джерела